# Hospital Universitário do Oeste do Paraná
O Hospital Universitário do Oeste do Paraná (HUOP) é um hospital-escola localizado no município brasileiro de Cascavel, estado do Paraná. É vinculado à Universidade Estadual do Oeste do Paraná, para fins de ensino, pesquisa e extensão.
A totalidade dos atendimentos se dá pelo Sistema Único de Saúde - SUS.

## Estrutura
O HUOP conta com 238 leitos, ambulatórios de especialidades, Centro Cirúrgico, Centro Obstétrico, UTI Adulto, UTI Pediátrica, UTI Neonatal, UCI, Pronto Socorro, Centro de imagens (Hemodinâmica, tomografia computadorizada, mamografia, ecografia, endoscopia e eletrocardiograma), Serviço de radiologia e Banco de Leite Humano.
Essas alas estão divididas nas seguintes unidades: Prédio principal, Pronto Socorro, Ambulatório, Hemocentro e CEAPAC, constituído por: LACEPE, Ensino, Banco de Leite Humano e Setores Administrativos.
Os serviços hospitalares prestados pelo HUOP atingem uma gama extensa de ações assistenciais na área da saúde. É a referência regional em alta complexidade nas áreas de gestação de alto risco, traumatologia, cirurgia vascular e neurologia. 
Realiza cirurgias eletivas e de urgência. São cerca de 57 mil consultas ambulatoriais por ano, atendendo uma população de aproximadamente 2 milhões de pessoas.
Em processo de ampliação, está construindo um Centro de Referência para Tratamento de Queimados (Ala de Queimados), segunda do interior do estado, com 34 consultórios médicos, 37 leitos (30 adultos e sete pediátricos), enfermarias, centro-cirúrgico, UTI-Q Coletiva e áreas de apoio.

## Histórico

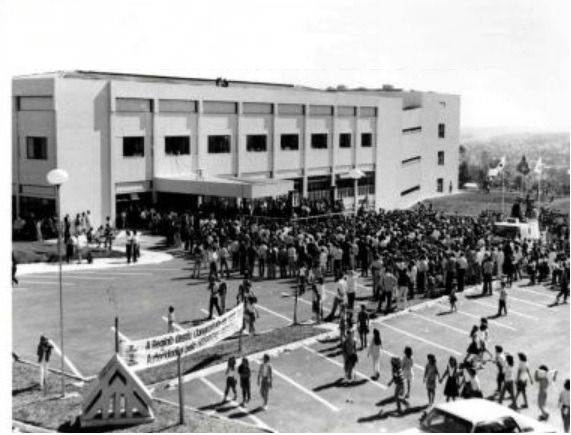
Inauguração do então Hospital Regional (1989)

Na década de 1970, foi proposta a criação do Hospital Regional de Cascavel, por meio do Programa de Desenvolvimento do Oeste do Paraná - Prodopar. Em 1975, iniciaram-se os projetos técnicos e arquitetônicos, sendo oficializado no mesmo ano. Com recursos do Tesouro do Estado, as obras tiveram início em fevereiro de 1977. O objetivo era atender as necessidades da área de influência da Usina de Itaipu, como uma compensação aos problemas criados com o alagamento de grande área de terra cultivável e o desalojamento de milhares de famílias, como também oferecer aprimoramento prático aos cursos da área da saúde da FECIVEL, atual Unioeste, tendo como características de um hospital-escola. 
A obra dividia-se em três partes: pronto-atendimento, centro médico e internação, construída em duas etapas. Na primeira 150 leitos foram disponibilizados. Na segunda a capacidade foi elevada. Com isso 53 municípios da Região Oeste, onde estavam concentrados mais de dois   milhões de habitantes, foram beneficiados. 
A obra foi interrompida por volta de 1981 e 1982. Contudo, com as mudanças políticas de saúde, o governo passou a implantar novos projetos,   reaproveitando a estrutura parcialmente construída do Hospital Regional de Cascavel. Na  década de 80, foi  realizado pela diretoria hospitalar um estudo de viabilidade da transformação do Hospital Regional de  Cascavel em uma unidade de psiquiatria, uma vez que a obra iniciada em  1977 e interrompida em 1982, aguardava seu destino. Nesse período foram parcialmente construídos o pronto-socorro, a edificação denominada "Corpo  do  Hospital” e um dos blocos de internação. A capacidade nesta primeira etapa seria de 147 leitos.
Em  1984, foi abandonada a ideia do Hospital Regional, principalmente porque a cidade de Cascavel, segundo o jornal Folha de Londrina, oferecia  leitos  hospitalares em excesso e que, por tal razão, não havia necessidade de um novo estabelecimento, principalmente do porte projetado.
A retomada das obras ocorreu em 28 de setembro de 1987, com o projeto de reativação do Hospital Regional de Cascavel. O maior  nosocômio  do  interior do Estado do Paraná foi inaugurado no dia 31 de maio de 1989, doze anos após o início da sua construção. Embora aberto com 151 leitos, iniciou seu funcionamento com apenas 85 leitos ativados, o restante foram colocados em funcionamento semanas depois.
Com o passar dos anos, novas alas foram construídas, ampliando-se o número de leitos e de especialidades. 
A  transformação do Hospital  Regional de Cascavel - HRC em Hospital Universitário do Oeste do Paraná - HUOP, foi oficializada em dezembro de 2000, passando a fazer parte do patrimônio da Unioeste.

## Estrutura
HUOP ocupa uma área total de 37.960 m², com 25.919,33 m² de área construída, englobando leitos, ambulatórios de especialidades, Centro  Cirúrgico, Centro Obstétrico, UTI Adulto, UTI Pediátrica, UTI Neonatal, UCI, Pronto Socorro, Diagnóstico por imagem (Hemodinâmica, tomografia computadorizada, mamografia, ecografia, endoscopia e  eletrocardiograma), Serviços de  radiologia, Banco  de  Leite  Humano.

Está construindo um novo prédio, dedicado exclusivamente ao tratamento de queimados.